# Gidon Kremer
Pour les articles homonymes, voir Kremer.
Gidon Kremer (en letton : Gidons Krēmers), né le 27 février 1947 à Riga, est un violoniste et chef d'orchestre letton.

## Biographie
Né de parents d'origine allemande, son père étant un survivant juif de l'Holocauste, Gidon Kremer commence l'étude du violon à quatre ans avec son père et son grand-père qui sont tous deux des violonistes professionnels, puis à l'École de musique de Riga et enfin avec David Oïstrakh au Conservatoire Tchaïkovski de Moscou. Il remporte en 1967 le troisième prix au Concours musical international Reine Élisabeth de Belgique à Bruxelles, le premier prix du Concours Paganini à Gênes en 1969 et le premier prix du Concours international Tchaïkovski à Moscou en 1970.
Le premier concert de Kremer à l'Ouest a lieu en 1975, en Allemagne, suivi par des apparitions au Festival de Salzbourg en 1976 et à New York en 1977. En 1980, il quitte l'Union des républiques socialistes soviétiques et s'établit en Allemagne avec sa deuxième épouse, Elena Bashkirova. L'année suivante, il fonde un festival de musique de chambre à Lockenhaus, en Autriche, axé sur une programmation d'œuvres nouvelles et non conventionnelles ; depuis 1992, le festival est connu sous le nom de Kremerata Musica et, en 1996, Kremer fonde l'orchestre de chambre Kremerata Baltica, composé de jeunes musiciens originaires des États baltes. Il est un temps également directeur artistique du festival Art Projekt 92 de Munich et du festival d'été de Gstaad (Suisse).
Gidon Kremer fait partie des plus grands violonistes du XXe siècle. L'originalité, la souplesse et l'ultime conviction de ses interprétations font de lui l'une des plus brillantes personnalités du monde de la musique classique. Kremer est connu pour son large répertoire, qui s'étend de Vivaldi ou de Bach jusqu'à nos jours. Il s'est fait le porte-parole d'œuvres de compositeurs comme Astor Piazzolla, Philip Glass, Alfred Schnittke, Lera Auerbach, Arvo Pärt, et John Adams. Parmi les nombreux compositeurs qui lui ont dédié des œuvres, on peut citer les noms de Sofia Gubaidulina (Offertorium) et Luigi Nono (La lontananza nostalgica utopica futura). Ses partenaires de concert incluent Martha Argerich, Mischa Maïsky, Keith Jarrett, Yo-Yo Ma, Kim Kashkashian, Valery Afanassiev, Oleg Maisenberg, Vadim Zakharov (de) et bien d'autres. Ses apparitions avec les plus grands orchestres du monde et les chefs les plus prestigieux comme Leonard Bernstein, Riccardo Muti, Claudio Abbado, Lorin Maazel, Herbert von Karajan, Nikolaus Harnoncourt, Seiji Ozawa et tant d'autres font partie des plus grands moments de la musique des 30 dernières années. Il possède une large discographie principalement pour le label Deutsche Grammophon, pour qui il enregistre depuis 1978, mais également chez Philips, Teldec, Edition of Contemporary Music, etc.
Musicien exceptionnel, il n'hésitait à prendre sur son temps pour former, encourager et promouvoir de jeunes talents, telle la jeune virtuose Hélène Grimaud qui lui rendra hommage dans un essai autobiographique « Variations sauvages » paru en 2003.
Après avoir joué plusieurs années sur le David, Payne, c. 1730, Cozio 40388 de Guarnerius del Gesù, Gidon Kremer joue sur un Niccolò Amati datant de 1641.
Gidon Kremer est membre d'honneur du Club de Budapest.
Le Grand Prix Antoine Livio de la Presse musicale internationale lui a été décerné en 2004.
En septembre 2016, il est lauréat du Praemium Imperiale, succédant ainsi à Mitsuko Uchida.

## Discographie sélective
- Mozart Symphonie concertante. Les 5 concertos pour violon, orchestre philharmonique de Vienne Nikolaus Harnoncourt chez Deutsche Grammophon
- A Paganini. Gidon Kremer - Musique de Virtuose pour Violon chez Deutsche Grammophon, 1986.
- Concerto pour violon et orchestre de Philip Glass et le Concerto grosso no 5 d'Alfred Schnittke avec le Philharmonique de Vienne dirigé par Christoph von Dohnányi, chez Deutsche Grammophon, 1993.
- The Sonatas and Partitas for Violin Solo (J.S. Bach)], chez ECM, 2005.
- Sonates pour violon no 9 Kreutzer et no 10 de Ludwig van Beethoven chez Deutsche Grammophon, 1995. Il est accompagné par la virtuose pianiste argentine Martha Argerich.
- Concerto à la mémoire d'un ange d'Alban Berg, avec l'Orchestre symphonique de la Radiodiffusion bavaroise dirigé par Colin Davis, chez Philips, 1983.
- Concerto For Violin And Orchestra No. 4 In D Minor et Sonata Varsavia de Niccolò Paganini, avec l'Orchestre philharmonique de Vienne sous la direction de Riccardo Muti, chez Philips Classics, 1997.

## Ouvrages
- Gidon Kremer, Une enfance balte, Arles, Actes Sud, 1999.
- Gidon Kremer, Lettres à une jeune pianiste, Paris, L'Arche, 2012.